# Deleornis fraseri
El suimanga de Fraser (Deleornis fraseri) es una especie de ave paseriforme de la familia Nectariniidae propia de África occidental y  central. 